# Ławeczka Elizabeth von Arnim w Dobrej
Ławeczka Elizabeth von Arnim w Dobrej – pomnik w formie ławeczki przedstawiający pisarkę Elizabeth von Arnim, usytuowany we wsi Dobra, w powiecie polickim, w gminie Dobra (Szczecińska) w województwie zachodniopomorskim.  

## Opis
Uroczystość odsłonięcia pomnika-ławeczki miała miejsce 29 września 2016 roku. Autorem pomnika był artysta plastyk, malarz i rzeźbiarz Bohdan Ronin-Walknowski. Ławeczkę ustawiono przed siedzibą urzędu gminy w Dobrej. Powstała z okazji 150. rocznicy urodzin pisarki. Pomnik powstał dzięki finansowej pomocy duńskiej Fundacji Oticon.
Pomnik przedstawia siedzącą Elizabeth von Arnim na ławce, która trzyma otwartą książkę w dłoniach. Na oparciu ławki umieszczono pamiątkową tablicę z cytatem z jednej z książek pisarki. Do powstania ławeczki przyczyniły się stare zdjęcia ukazujące siedzącą na ławce przed pałacem w Rzędzinach Elizabeth von Arnim, która zajęta była czytaniem książki. Zdjęcia te służyły także jako wzór przy tworzeniu ławeczki.